# إلياهو فينوغراد
إلياهو فينوغراد (بالعبرية: אליהו וינוגרד) (ديسمبر 1926 - 13 يناير 2018) هو قاضي إسرائيلي سابق في المحكمة العليا في إسرائيل ولد في ديسمبر 1926 ترأس لجنة فينوغراد التي شكلت لتحقيق في أسباب الفشل خلال حرب يوليو 2006. درس إلياهو فينوغراد في الجامعة العبرية في القدس وتصل منها على درجة دكتوراة في القانون. عين قاضيا عام 1972. شغل منصب رئيس المحكمة المركزية (اللوائية) في تل أبيب وعمل في المحكمة الإسرائيلية العليا لمدة سنة واحدة. تقاعد سنة 1996 وأصبح يعمل كحكم في النزاعات في القانون البلدي وفي عدد من المقاعد. ترأس اللجنة التي حققت في اختفاء رون أراد واللجنة الكلفة بالنظر في التبرع بالدم من قبل اليهود الأثيوبيين.

## العمل في القانون والقضاء
- من عام 1948 إلى 1950 خدم في الجيش الإسرائيلي، وأكمل خدمته كرئيس للدائرة القانونية في هيئة الأركان العامة برتبة ملازم.
- حصل على رخصة المحاماة في تموز (يوليو) 1952.
- عمل في مكتب المحاماة "يزهار هراري وشركاه" حتى عام 1960. ومن عام 1960 إلى عام 1963، شغل منصب المساعد الرئيسي للمدعي العام لمنطقة تل أبيب.
- من أبريل 1963 إلى 1972، ترأس مكتب المحاماة الخاص به.[3]
- عام 1972 تم تعيينه قاضياً في محكمة الصلح في تل أبيب وقاضياً في محكمة تل أبيب المركزية في مايو 1977.
- عام 1983 حصل على درجة الدكتوراه في القانون من الجامعة العبرية في القدس.
- عام 1987 شغل منصب قاضي بالنيابة في المحكمة العليا في إسرائيل.
- من عام 1989 إلى 1996 كان رئيسًا للمحكمة المركزية في تل أبيب.[3]
- عام 1996 تقاعد وأصبح ناشطا كمحكم ووسيط، وشارك في القانون البلدي، وترأس العديد من اللجان العامة. وكان أيضًا شريكًا في شركة محاماة.[4]

## اللجان العامة
- رسوم الدراسة لطلاب الجامعات
- اتفاقية صناديق التقاعد
- حادث كابل سلاح الجو
- رتبة ألوف إسحاق مردخاي
- وضع رون أراد
- تبرعات الدم الإثيوبية
- سلطة الرقابة العسكرية
- لجنة فينوغراد (2006)

## انظر ايضا
اسحق بريك